# Сан Грегорио (Верона)
Сан Грегорио је насеље у Италији у округу Верона, региону Венето.
Према процени из 2011. у насељу је живело 2313 становника. Насеље се налази на надморској висини од 24 м.